# Lamprogaster nigripes
Lamprogaster nigripes är en tvåvingeart som först beskrevs av Macquart 1851.  Lamprogaster nigripes ingår i släktet Lamprogaster och familjen bredmunsflugor. Inga underarter finns listade i Catalogue of Life.